# 라페이스 레코드
라페이스 레코드(LaFace Record)는 미국의 힙합&알엔비 레이블이다. 1989년 애틀랜타에서 베이비페이스와 '앤토니오 라이드(Antonio Reid)'가 공동설립했으며, 2004년 소니 뮤직 엔터테인먼트와 파트너계약을 했다. 또한 좀바 레이블 그룹의 인수레이블이다.
2011년 RCA 레코드에 합병되었다.

## 소속 아티스트
- 베이비페이스
- A Few Good Men
- Az Yet
- 토니 브랙스톤
- Cee-Lo
- 시에라
- Damian Dame (사망)
- 돌라 (사망)
- Joy Enriquez
- Corey Glover
- Goodie Mob
- Highland Place Mobsters
- 저메인 잭슨
- Donell Jones
- Kenny Lattimore & Chante Moore
- 아웃캐스트
- Petey Pablo
- 핑크
- Pressha
- Tony Rich
- Sam Salter
- Shanice
- Society of Soul
- TLC
- 어셔
- 영 블러즈